# Země Koruny české za vlády Jagellonců
Jagellonci se dostali na český trůn roku 1471 v osobě nejstaršího syna polského krále a litevského velkoknížete Kazimíra IV. Jagellonského Vladislava. Vládli zde až do roku 1526, kdy Vladislavův bezdětný syn Ludvík zahynul v bitvě u Moháče proti osmanským Turkům.

## Historie

### První léta vlády Vladislava II.

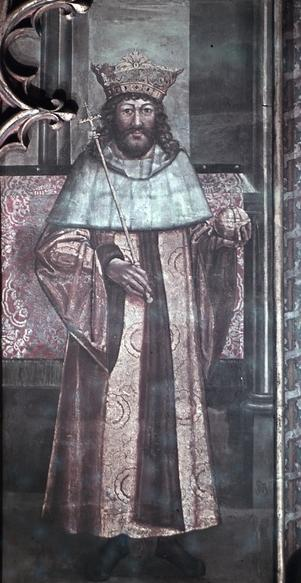
Vladislav II. Jagellonský

Po smrti Jiřího z Poděbrad zvolil český sněm králem Vladislava II. Jagellonského (vládl 1471-1516). Teprve patnáctiletý mladík se hned na počátku svého panování ocitl v obtížném postavení. Vlády se mohl ujmout pouze v Čechách, protože Moravu, Slezsko a Lužici držel jeho soupeř uherský král Matyáš Korvín, kterého uznávala za svého krále katolická šlechta a některá města. Na Matyášově straně stál také papež, který v něm viděl obránce křesťanů proti českým kacířům i proti Turkům. Vleklý a vyčerpávající zápas o český trůn, nazvaný jako česko-uherské války, skončil v podstatě nerozhodně. Roku 1479 uzavřeli soupeři smlouvu v Olomouci a země Koruny české si rozdělili. Vladislavovi připadly Čechy, tzv. vedlejší země zůstaly v držení Matyáše. Vladislav je měl získat až po Matyášově smrti, pokud by jeho nástupcům zaplatil vysoké odstupné.
Přestože se Vladislav dostal na český trůn zásluhou kališníků, začal se po uzavření smlouvy v Olomouci sbližovat s katolickým panstvem a podporovat katolickou církev. To vedlo k růstu napětí mezi katolíky a kališnickou většinou obyvatelstva. Krvavé povstání pražských kališníků zmařilo naděje katolických předáků na převzetí moci a návrat k předhusitským církevním poměrům. Roku 1485 byl na sněmu v Kutné Hoře obnoven mezi oběma skupinami smír, na jehož základě měli všichni obyvatelé království včetně poddaných právo rozhodnout o své víře. Svoboda vyznání se ovšem nevztahovala na Jednotu bratrskou.

### Budování stavovského státu
Ukončení náboženských rozporů vedlo k posílení vlivu šlechty obojího vyznání. Sebevědomé panstvo nyní vystoupilo jednotněji jak ve vztahu k městům tak vůči panovníkovi a dále omezilo jeho pravomoci. O Vladislavovi II. je známo, že měl mírnou, poddajnou povahu. Čeští páni mu prý přezdívali král „bene“, neboť tímto latinským slovem, které znamená „dobře“ odpovídal na všechny jejich požadavky. Neprůbojný král však dokázal dosáhnout svého cíle v mezinárodní politice. Obratným jednáním posiloval postavení Jagellonců v Evropě, aby mohli čelit vzrůstajícímu tureckému nebezpečí.
Vladislavova poddajnost se zalíbila v Uhrách. Když roku 1490 zemřel mocný panovník Matyáš Korvín, vybrali si uherští šlechtici ze všech uchazečů za krále právě Vladislava. Doufali totiž, že se stane povolným nástrojem v jejich rukou. Vladislav se zde dokázal prosadit navzdory přání svého otce, který počítal s uherskou korunou pro svého mladšího syna Jana Olbrachta. Na přání uherských stavů přesídlil do Budína a do Čech se vrátil již pouze třikrát. Po nastoupení na uherský trůn opanoval Vladislav Moravu, Slezsko a Lužice, a země Koruny české se tak znovu spojily pod vládou jednoho panovníka.

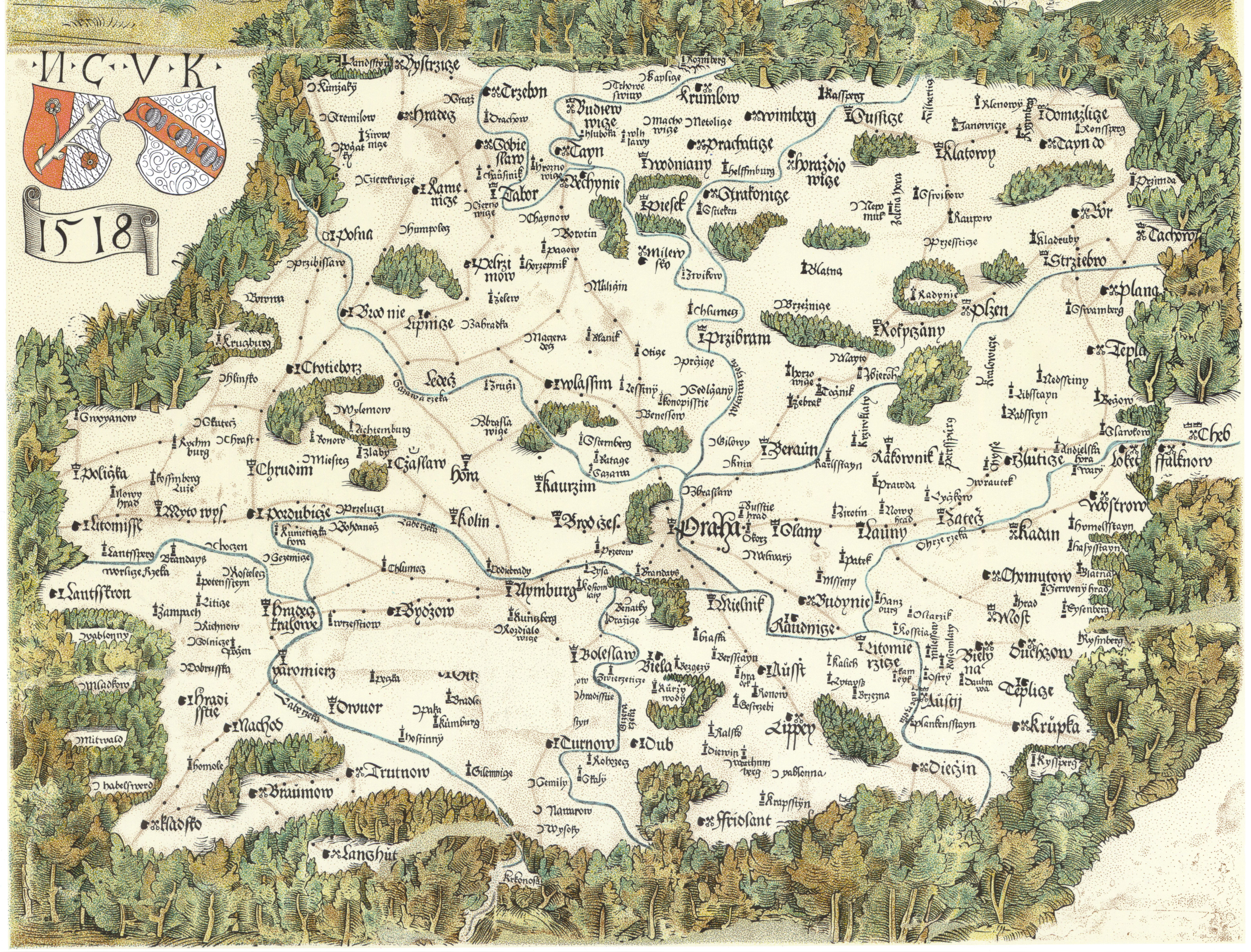
Klaudyánova mapa Čech z roku 1518

Nepřítomnosti krále využila česká šlechta k tomu, aby získala rozhodující slovo v zemi. Páni a rytíři si rozdělili místa v nejvyšších zemských úřadech. Tyto dva stavy vysílaly své zástupce na jednání zemského sněmu, kde zasedala od husitských dob také královská města. Čtvrtý stav, duchovenstvo, zastoupení na sněmu nemělo. Šlechta se nyní snažila politickou moc měst omezit. Roku 1500 připravila a vydala zemský zákoník (soubor nejdůležitějších právních předpisů), zvaný Vladislavské zřízení zemské. Zákoník upevňoval výsadní postavení šlechty v zemi na úkor panovníka i měst. Městský stav byl zbaven práva hlasovat na zemském sněmu. Královská města toto ustanovení neuznala a stěžovala si u krále. Vladislav však byl pod vlivem skupiny mocných pánů a po dvou letech zákoník stvrdil svým podpisem.
Nepřátelství mezi měšťany a šlechtou nemělo příčinu pouze v politických sporech, ale také v odlišných hospodářských zájmech. Během husitských válek poklesl počet obyvatelstva českých zemí včetně poddaných. To znamená, že šlechta dostávala nyní z výnosu renty méně peněz než dříve. Aby zvýšili svoje příjmy, začali šlechtici podnikat. Zpočátku zakládali především rybníky a pivovary a nutili své poddané, aby u nich nakupovali. Zároveň podporovali rozvoj podnikání poddanských městeček na svých panstvích. Tato činnost citelně narušovala dosavadní práva královských měst (várečné, mílové), která se začala proti konkurenci bránit. Konflikt se ostře vyhrotil a zemi hrozila válka. Roku 1517 však byly spory zčásti vyřešeny mírnou cestou. Svatováclavská smlouva umožnila šlechtě neomezené podnikání na jejích panstvích. Na druhé straně však přiznala královským městům zastoupení na sněmu.

### Bitva u Moháče
V té době byl již českým králem Ludvík Jagellonský (vládl 1516-1526). Na trůn nastoupil jako desetiletý chlapec a stejně jako jeho otec Vladislav pobýval většinu času v Uhrách. Dlouhodobé panovníkovy nepřítomnosti využívala šlechta k vlastnímu obohacování na úkor královského vlastnictví. O majetek i politický vliv v zemi soupeřily mocné šlechtické skupiny. Království se znovu ocitlo na pokraji domácí války.
Současně došlo k novému náporu osmanských Turků na Uhry. Jejich vojska ohrožovala prakticky celou střední Evropu. Zdejší panovníci si však ještě plně neuvědomovali vážnost tureckého nebezpečí ve všech důsledcích. Velké přesile tureckého vojska se roku 1526 postavily u Moháče (dnes na maďarsko-srbské hranici) pouze osamocené uherské oddíly. Po prohrané bitvě se král Ludvík Jagellonský utopil na útěku v bažinách. Česko-uherská větev dynastie Jagellonců vymřela po meči. Stavy zemí Koruny české byly znovu postaveny před otázku, koho zvolit králem.

## Kultura jagellonské doby
Za vlády Vladislava II. se obnovila těžba stříbra v kutnohorských dolech. Král získal finanční prostředky a začal pomýšlet na důstojnější reprezentaci jagellonské dynastie a jejího nového sídelního města Prahy. Zahájil velkolepou přestavbu Pražského hradu, který byl poničen válkami a přestal sloužit jako panovnické sídlo. Vladislav povolal ze sousedního Saska stavitele Benedikta Rieda (též Rejt), který přestavěl královský palác a vytvořil tu jedinečný prostor Vladislavského sálu. Další nápaditou stavbou, kterou Rejt projektoval, byl kostel svaté Barbory v Kutné Hoře. Na jeho výstavbě se podílel další známý stavitel Matěj Rejsek, autor pražské Prašné brány.
Vedle královských zakázek pracoval Ried také na přestavbách některých šlechtických hradů, především Švihova a Blatné. Oba hrady získaly důmyslná opevnění kombinovaná s vodními příkopy, aby lépe odolaly zdokonalující se dělostřelbě. Zvýšený stavební ruch se projevil také v mnoha městech, kde se opravovaly staré nebo stavěly nové měšťanské domy. Tyto stavby byly budovány v pozdněgotickém slohu, který bývá označován také jako vladislavská nebo jagellonská gotika.
Mistrům sochařům se podařilo navázat na výtvarné umění předhusitského období. Rozvinula se zejména tvorba řezbářů dřeva, jejichž díly byly znovu vyzdobeny vnitřky mnoha kostelů a kaplí, zničené husity. Také malířství se znovu plně prosadilo nástěnnými malbami církevních i hradních prostor a především deskovými malbami. K nejvýznamnějším malířům této doby patřil Mistr litoměřického oltáře.